# ライマン・ゲイジ

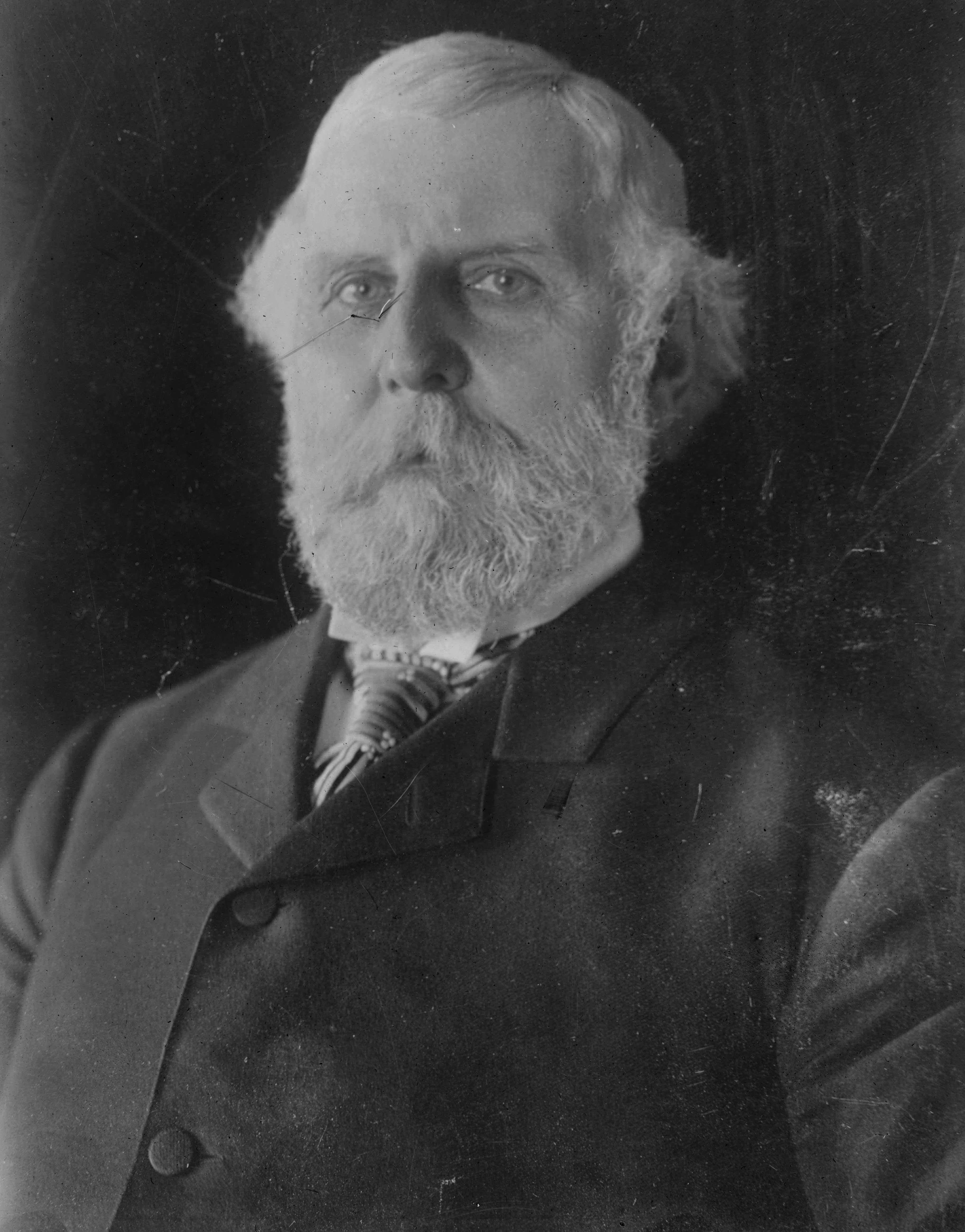
ライマン・ゲイジ

ライマン・ジャドソン・ゲイジ（Lyman Judson Gage, 1836年6月28日 - 1927年1月26日）は、アメリカ合衆国の実業家、政治家。ウィリアム・マッキンリー大統領とセオドア・ルーズベルト大統領の下で財務長官を務めた。

## 生涯
1836年、ゲイジはニューヨーク州デ・ロイテルで誕生した。ゲイジはニューヨーク州ロームの学士院で学び、17歳で銀行員となった。1853年、ゲイジはシカゴに移り住み、帳簿係として3年間働いた後、1858年に商業信託銀行の出納係となった。1868年、ゲイジはシカゴ第一国立銀行に移り、そこで出納長、副頭取、頭取と、出世街道を歩んだ。そしてシカゴ第一国立銀行はアメリカ中西部において最も巨大な金融機関の1つに成長した。
1892年、ゲイジはシカゴ万国博覧会協会の会長に選出された。そして翌1893年に開催されたシカゴ万国博覧会は興行的に大成功を収め、高い評価を受けた。
ゲイジは当初、共和党の党員であり、1880年の全国大会に出席し財務委員会では議長を務めた。
1884年、ゲイジは大統領選挙においてグロバー・クリーブランドを支持するため民主党に党籍を移し、クリーブランドの大統領当選に貢献した。1892年、2期目の大統領に選出されたクリーブランドはゲイジに財務長官就任を要請したが、ゲイジはこれを断った。1896年、ゲイジは銀の自由鋳造が争点になった大統領選挙においてウィリアム・マッキンリーを支持し、金本位制堅持を掲げたマッキンリーの大統領当選に貢献した。そしてゲイジは1897年3月に財務長官に就任し、セオドア・ルーズベルト政権下の1902年1月まで財務長官を務めた。
ゲイジの財務長官就任は、新聞報道などで概ね好意的な扱いを受けた。ゲイジは就任直後にフィリピン領有を巡る米西戦争の資金工面に直面したが、間もなく戦争は終結し、フィリピン、グアムおよびプエルトリコを含むスペイン植民地のほとんどを獲得したため、戦争出費はすぐに回収することができた。その後ゲイジは通貨制度を金本位制を再確立することに尽力し、1900年3月14日には金本位法が議会を通過した。世界的な金本位制へと移行することによって通貨価値と為替相場の安定させ、アメリカ経済の国際収支均衡が図られた。またゲイジは財務省が金融市場に介入できない無力さを指摘し、国家の市場への影響力向上を主張した。そしてこの考えは、1913年の連邦準備制度創設へとつながった。
1902年1月、ゲイジはニューヨークで銀行家となるために財務長官を辞任した。ゲイジは1902年4月から1906年までニューヨーク市にある合衆国信託銀行の頭取を務め、保守的な経営方針を敷いた。
1927年、ゲイジはカリフォルニア州サン・ディエゴで死去した。ゲイジの遺体はシカゴのローズヒル墓地に埋葬された。